# Sphaerotherium neptunus
Sphaerotherium neptunus är en mångfotingart som beskrevs av Butler 1872. Sphaerotherium neptunus ingår i släktet Sphaerotherium och familjen Sphaerotheriidae. Inga underarter finns listade i Catalogue of Life.